# Krešimir Arapović
Krešimir Arapović (Čapljina, 23 ottobre 1924 – Spalato, 17 luglio 1994) è stato un calciatore e allenatore di calcio jugoslavo, di ruolo centrocampista.

## Carriera

### Allenatore
È stato allenatore dell'Hajduk Spalato nel 1964 succedendo il posto a Milovan Ćirić.

## Palmarès

### Giocatore

#### Club
- Campionato jugoslavo: 2

Hajduk Spalato: 1950, 1952